# Frans Schotte
Pour les articles homonymes, voir Schotte.
Frans Schotte, né à Lendelede en 1947, est un homme d'affaires belge, connu surtout en tant que CEO de la chaîne de librairies Standaard Boekhandel. Depuis janvier 2012, il est le président du Gezinsbond, l'équivalent de la Ligue des Familles en Flandre. Il est depuis novembre 2014 le président du Cercle de Bruges, un club de football belge, qu'il avait déjà dirigé de 2002 à 2011.

## Biographie
Frans Schotte est le fils d'un professeur dans une école technique, et étudie d'abord la pédagogie. Ensuite, il bifurque vers la sociologie à la Katholieke Universiteit Leuven, et complète sa formation à la prestigieuse école de commerce Vlerick Leuven Gent Management School. Une fois diplômé, il est engagé en tant que chef du personnel à l'usine sidérurgique Van De Kerckhove à Roulers. Par après, il occupe la même position aux imprimeries Roularta. Ensuite, il devient secrétaire-général de la Fédération des employeurs des métiers du textile, poste qu'il occupe pendant deux ans. Enfin, en 1984, il est nommé à la tête de la société Standaard Boekhandel, une chaîne de librairies très répandue en Flandre.
Sous sa direction, la société se développe de manière continue, passant de 24 magasins en 1984 à 132 en 2010. Dans le même temps, le chiffre d'affaires est multiplié par douze, passant de 16,5 millions d'euros à 186 millions d'euros sur la même période. Son objectif est de continuer le développement de la société sur ce rythme, et de toucher toutes les villes de Flandre, y compris les plus petites communes. 

## Présidence du Cercle de Bruges
À côté de son travail chez Standaard Boekhandel, Frans Schotte prend la présidence du Cercle de Bruges en 2002. L'équipe évolue alors en Division 2 depuis cinq ans. Un an plus tard, le Cercle remporte le titre de champion, et retrouve ainsi la première division. Frans Schotte s'attèle à professionnaliser les structures du club, tout en conservant un budget en équilibre. 
Malgré un budget qui compte parmi les plus petits de l'élite nationale et la concurrence du puissant voisin du Club de Bruges, il parvient à installer son équipe en première division, et à la faire progresser au niveau des performances, avec comme points d'orgue une quatrième place en 2007-2008, et une finale de Coupe de Belgique perdue en 2009-2010.
Frans Schotte se retire de la présidence en décembre 2011, cédant le relais à Paul Vanhaecke. Il reprend ce rôle ad interim après la démission de ce dernier le 7 novembre 2014